# John Boyd Orr
John Boyd Orr, 1º Barão Boyd-Orr (Kilmaurs, 23 de setembro de 1880 — Angus, 25 de junho de 1971), foi um nobre, médico e biólogo escocês. Recebeu o Nobel da Paz pelo seu trabalho de pesquisa científica sobre nutrição e pelo seu desempenho na Organização das Nações Unidas para Alimentação e Agricultura (FAO).

## Vida e trabalho

### Educação e carreira científica
Nascido em 1880, John Boyd Orr era filho de um fazendeiro em Kilmaurs, na Escócia. Depois de terminar seus estudos, ele estudou filosofia na Universidade de Glasgow e depois se tornou professor de religião. Ele então estudou medicina e ciências naturais e trabalhou como médico. Ele lidou principalmente com questões de metabolismo e nutrição. A partir de 1914, ele trabalhou no Rowett Institute for Animal Nutrition que fundou na Universidade de Aberdeen. Ele chefiou o instituto até 1945 e, ao longo dos anos, ele se tornou a instituição de pesquisa mais importante em fisiologia metabólica na Grã-Bretanha. Com uma breve interrupção devido à Primeira Guerra Mundial, em que atuou como oficial médico, dedicou-se principalmente à pesquisa. Uma questão central era a relação entre a qualidade da alimentação dos herbívoros e, portanto, de suas pastagens, e a qualidade da carne.
Ele aplicou consistentemente o conhecimento que adquiriu em suas pesquisas, pelo que estava interessado principalmente em melhorar a qualidade de vida das pessoas. Ele estava particularmente empenhado em melhorar a qualidade de vida das crianças à medida que crescem. Assim, com base em seus resultados, ele implementou reformas na alimentação escolar e também fez campanha por uma distribuição justa e justa de alimentos para as camadas mais pobres da população. Além disso, seu trabalho serviu para pesquisar o metabolismo mineral. Ele também queria neutralizar os preços em constante flutuação e a superprodução descontrolada.
John Boyd Orr foi usado como especialista em várias comissões do Departamento Britânico de Agricultura e chefiou brevemente o escritório real de nutrição animal. Em 20 de fevereiro de 1935, ele foi nomeado Cavaleiro Bacharel em reconhecimento ao seu trabalho científico. Desde 1924 ele era um membro da Royal Society of Edinburgh.
John Boyd Orr foi Professor de Agricultura na Universidade de Aberdeen de 1942 a 1945. A partir de 1946 ele se tornou Chanceler da Universidade de Glasgow.

### Trabalho internacional e político
John Boyd Orr também fez campanha pela implementação de suas descobertas sobre nutrição e agricultura em nível internacional. Ele se tornou membro do comitê de nutrição da Liga das Nações e queria promover o estabelecimento de uma associação mundial de alimentos. Ele viu a eliminação da fome no mundo como uma forma de construir uma paz duradoura.
De 13 de abril de 1945 a 16 de outubro de 1946, ele foi membro da Câmara dos Comuns britânica como membro das Universidades Escocesas Combinadas.
Em 1945, John Boyd Orr se tornou o primeiro diretor-geral da Organização para a Alimentação e Agricultura (FAO), a Organização das Nações Unidas para Agricultura e Alimentação. Em 1946 renunciou ao cargo e justificou-o com a atitude dos EUA em relação às suas reivindicações. Com suas recusas, eles derrubaram os planos. Mesmo depois de sua partida, no entanto, ele alertou repetidamente sobre uma catástrofe mundial causada pela pobreza e pela fome. Em 1948, ele se tornou presidente do Conselho Internacional da Paz e das Organizações da Aliança Mundial de Paz da União Democrática Mundial em Luxemburgo eleito. Ele viu suas demandas pela erradicação sustentável da fome como parte do trabalho de paz e, acima de tudo, exigiu uma ampla oferta de empréstimos e apoio técnico para que as nações pobres construíssem uma agricultura moderna, bem como o fornecimento de alimentos.
Em 9 de março de 1949, mesmo ano em que recebeu o Prêmio Nobel da Paz, foi elevado à nobreza hereditária do Pariato do Reino Unido e, portanto, aos britânicos com o título de Barão Boyd-Orr, de Brechin Mearn no condado de Angus Upper House nomeado, em 1952, assumiu a presidência da Conferência Económica Mundial em Moscou. Em 1971 ele morreu em Newton, Escócia.
Ele deixou duas filhas de seu casamento com Elizabeth Pearson Callum. Seu único filho morreu na Segunda Guerra Mundial em 1941. Na ausência de descendentes do sexo masculino, seu título de nobreza expirou em sua morte.

## Publicações
- Boyd Orr, John (1905). Scotch Church Crisis: The Full Story of the Modern Phase of the Presbyterian Struggle. Glasgow: John M'Neilage
- —————— (1929). Minerals in Pastures and Their Relation to Animal Nutrition. London: Lewis
- —————— (1934). The National Food Supply and Its Influence on Public Health. London: King
- —————— (1936). Food, Health and Income. London: Macmillan
- —————— (1937). Nutritional Science and State Planning. [S.l.: s.n.]in London: Fabian Society.
- —————— (1940). Nutrition in war. Col: Fabian Tract 251. London: Fabian Society
- —————— (1942). Fighting for What?. London: Macmillan
- —————— (1943). Food and the People. London: Pilot Press
- —————— (1945). Welfare and Peace. London: National Peace Council
- —————— (1946). A Charter for Health. London: Allen & Unwin
- —————— (1948). Food: The Foundation of World Unity. London: National Peace Council
- —————— (1950). International Liaison Committee of Organisations for Peace: A New Strategy of Peace. London: National Peace Council
- —————— (1957). Feast and famine: The wonderful world of food. London: Rathbone Books
- —————— (1958). The Wonderful World of Food: The Substance of Life. Garden City, NY: Garden City Books
- —————— (1966). As I recall: the 1880s to the 1960s. with an introduction by Ritchie Calder. London: MacGibbon & Kee

com outros autores
- Boyd Orr, John; Lubbock, David (1940). Feeding the people in war time. London: Macmillan  – via Internet Archive
- Boyd Orr, John; Lubbock, David (1964) [First published 1953]. The White Man's Dilemma: Food and the Future 2nd ed. London: Allen & Unwin
- Boyd Orr, John; Beck, Robert Nelson (1970). Ethical Choice. London: Free Press. ISBN 978-0-02-902070-8 – via Internet Archive